# 三雲成持
三雲成持（1540年—1603年）起先是南近江的戰國諸侯六角氏的家臣。永祿九年(1566年)，因與淺井長政交戰，其兄三雲賢持戰死後繼任家督。翌年，參與簽署六角氏分國法的六角氏式目。但是與其說成持是六角氏的家臣，還不如說他是有力的同盟者。獨自統治寺社，獨自裁決賞賜，這種權力被認為相當的大。
永祿11年（1568年），由於織田信長的侵功，六角氏在觀音寺城之戰後失去了根據地，勢力大幅衰退，之後，成持以獨立的勢力支援六角氏再起，天正3年（1575年）透過佐久間信盛向織田投降，但不久成為浪人。約天正12年（1584年）成為織田信雄的手下，接受復歸舊領地的約定，在小牧長久手之戰時加入信雄方作戰，率兵約700人圍功伊勢松之島城的瀧川雄利。但因為信雄與羽柴秀吉和好的關係，終就沒能回到舊領地，和好之後，離開織田氏投靠蒲生氏鄉領4000石。蒲生氏沒落後投靠德川氏，其子長成後以德川氏的旗本的身分終於回到舊領地。
傳說，成持兄長三雲賢持之子，為真田十勇士中有名的忍者猿飛佐助。